# Écoles japonaises à l'étranger

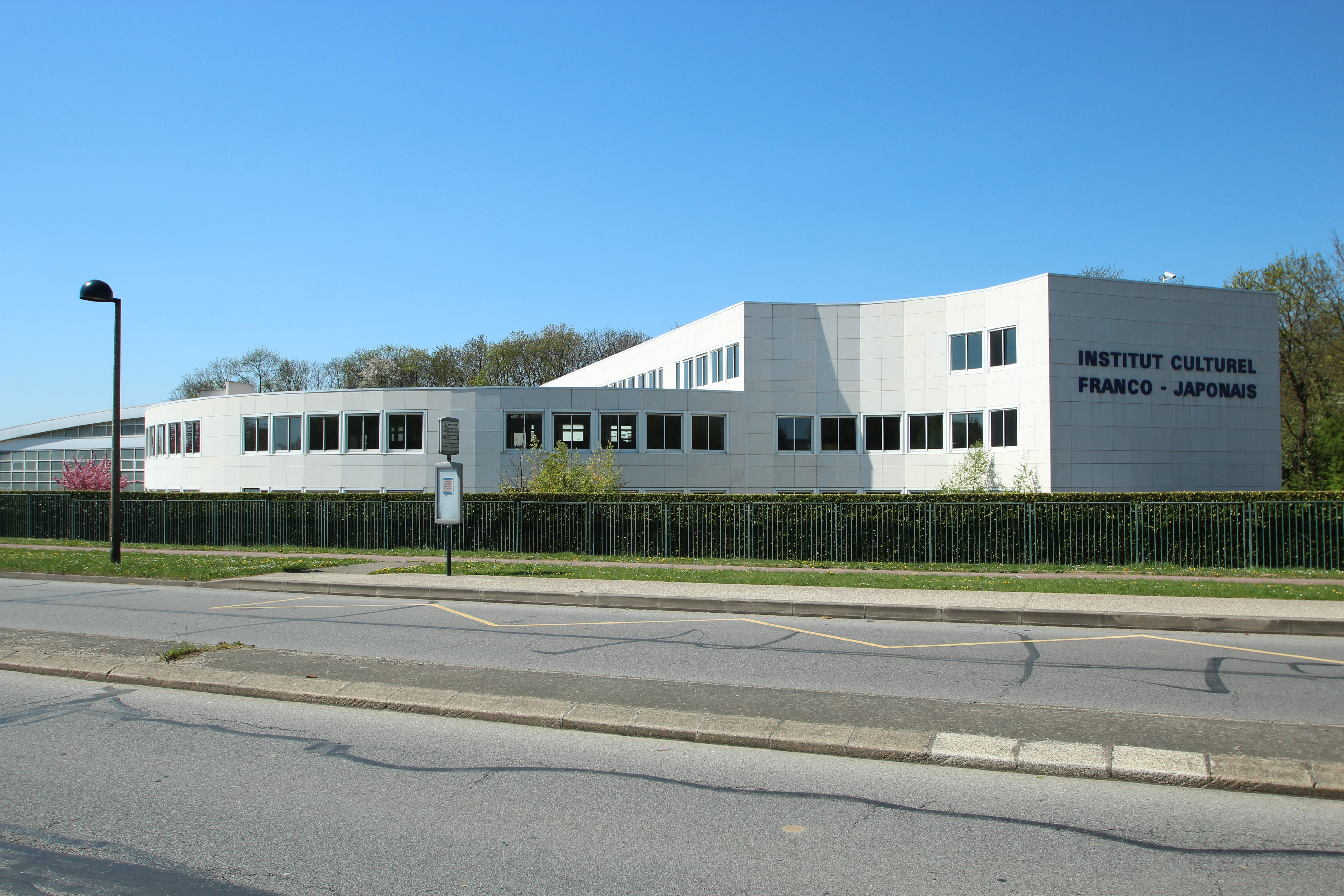
Institut culturel franco-japonais - École japonaise de Paris.

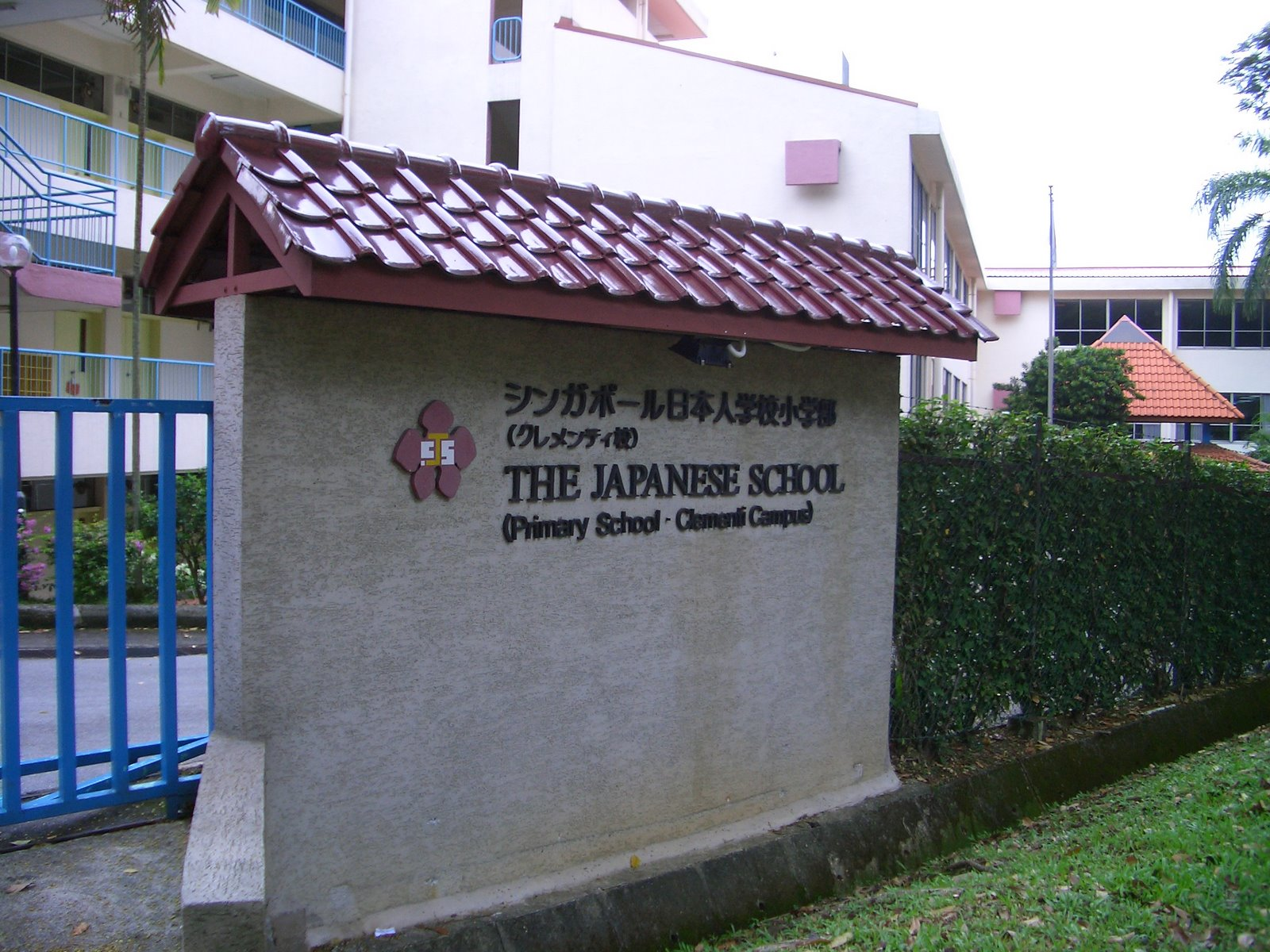
' Primary School Clementi Campus, Singapour ; depuis 2013, c'est la plus grande école japonaise internationale dans le monde,.

On appelle écoles japonaises (日本人学校, Nihonjin gakkō) les établissements d'enseignement homologués par le Ministère de l'Éducation, de la Culture, des Sports, des Sciences et de la Technologie pour dispenser les enseignements du programme officiel japonais du primaire et du collège hors du Japon. À ce titre, ils sont l'équivalent des établissements scolaires français à l'étranger.
Ils se distinguent des écoles complémentaires (補習授業校, Hoshūjugyōkō), également publiques, qui ne dispensent que des cours de japonais le week-end auprès d'enfants expatriés et scolarisés dans des établissements du pays d'accueil.
En France, la seule école japonaise se nomme Institut culturel franco-japonais et se situe à Montigny-le-Bretonneux. En Belgique, la seule école japonaise se nomme The Japanese School of Brussels et se situe à Auderghem, Bruxelles. Alger a eu l'École japonaise d'Alger (アルジェ日本人学校). Beyrouth a eu l'École japonaise de Beyrouth (ベイルート日本人学校).

## Établissements

### Afrique
Établissements de l'Afrique:
- Afrique du Sud
  - Japanese School of Johannesburg (en)
- Égypte
  - Cairo Japanese School (en) - Gizeh
- Kenya
  - Nairobi Japanese School (en)

### Amérique du Nord
Établissements de l'Amérique du Nord (sauf Mexique et Amérique centrale):
- États-Unis
  - Japanese School of Guam (en) - Mangilao
  - Chicago Futabakai Japanese School (en) - Arlington Heights (Illinois)
  - The New Jersey Japanese School (en) - Oakland (New Jersey)
  - The Greenwich Japanese School, the Japanese School of New York (en) - Greenwich (Connecticut)

### Amérique latine
Établissements de l'Amérique latine:
- Argentine
  - Asociación Cultural y Educativa Japonesa (ブエノスアイレス日本人学校) - Buenos Aires[7]
- Brésil
  - Japanese School of Manaus (en) (Escola Japonesa de Manaus)
  - Associação Civil de Divulgação Cultural e Educacional Japonesa do Rio de Janeiro (pt)
  - Escola Japonesa de São Paulo (pt)
- Chili
  - Instituto de Enseñanza Japonesa (ja) - Lo Barnechea, Province de Santiago, Région métropolitaine de Santiago[8]
- Colombie
  - Asociación Cultural Japonesa (ゴタ日本人学校) - Bogota
- Costa Rica
  - Escuela Japonesa de San José (en) - Moravia, Province de San José[9]
- Guatemala
  - Escuela Japonesa en Guatemala (グァテマラ日本人学校) - Guatemala
- Mexique
  - Escuela Japonesa de Aguascalientes (アグアスカリエンテス日本人学校)  - Aguascalientes
  - Liceo Mexicano Japonés Seccion Japonesa (es) - Mexico
- Panama
  - Escuela Japonesa de Panamá (en) - Panama
- Paraguay
  - Colegio Japones en Asunción (アスンシオン日本人学校)
- Pérou
  - Asociación Academia de Cultura Japonesa (en) - Lima
- Venezuela
  - Colegio Japonés de Caracas (カラカス日本人学校) - Sucre, État de Miranda[10]

### Asie
Établissements de l'Asie (sauf Moyen-Orient):
- Bangladesh
  - Japanese School Dhaka
- Birmanie (Myanmar)
  - Yangon Japanese School (en) - Rangoun
- Cambodge
  - École japonaise de Phnom Penh
- Chine continentale
  - Japanese School of Guangzhou (en) - Canton
  - Japanese School of Dalian (en)
  - Hangzhou Japanese School (杭州日本人学校)
  - Japanese School of Beijing (en) - Pékin
  - Qingdao Japanese School (青島日本人学校)
  - Shanghai Japanese School (en)
  - Shenzhen Japanese School (en)
  - Japanese School of Suzhou (en)
  - Tianjin Japanese School (天津日本人学校)
- Corée du Sud
  - Busan Japanese School (en) (釜山日本人学校/부산일본인학교)
  - Japanese School in Seoul (en)
- Hong Kong
  - Hong Kong Japanese School (en)
- Inde
  - Japanese School of Mumbai (en) - Bombay
  - Japanese School New Delhi (en)
- Indonésie
  - Bandung Japanese School (バンドン日本人学校)
  - Jakarta Japanese School (en)
  - Surabaya Japanese School (ja)
- Malaisie
  - Japanese School of Kuala Lumpur (en)
  - The Japanese School of Johor (ja)
  - Kota Kinabalu Japanese School (ja)
  - Penang Japanese School (ja)
- Pakistan
  - Islamabad Japanese School (en)
  - Karachi Japanese School
- Philippines
  - Manila Japanese School (en) - Taguig
- République de Chine (Taïwan)
  - Kaohsiung Japanese School (en)
  - Taichung Japanese School (en)
  - Taipei Japanese School (en)
- Singapour
  - The Japanese School Singapore (en)
- Sri Lanka
  - Japanese School in Colombo (en)
- Thaïlande
  - Thai-Japanese Association School (en) - Bangkok
  - Thai-Japanese Association School Sriracha (en) - Si Racha
- Viêt Nam
  - Japanese School of Hanoi (en)
  - Japanese School in Ho Chi Minh City (en) - Hô Chi Minh-Ville (Saïgon)

### Europe
Établissements de l'Europe:
- Allemagne
  - Japanische Internationale Schule zu Berlin (en)
  - Japanische Internationale Schule in Düsseldorf (en)
  - Japanische Internationale Schule Frankfurt (en) - Francfort-sur-le-Main
  - Japanische Schule in Hamburg (de) - Halstenbek
  - Japanische Internationale Schule München (en) - Munich
- Autriche
  - Japanische Schule in Wien (de) - Vienne
- Belgique
  - The Japanese School of Brussels - Auderghem
- Espagne
  - Japanese School of Barcelona (es) (Colegio Japonés de Barcelona, Col·legi Japonès de Barcelona) - Sant Cugat del Vallès
  - Colegio Japones de Madrid (en)
- France
  - Institut culturel franco-japonais - École japonaise de Paris - Montigny-le-Bretonneux
- Hongrie
  - The Budapest Japanese School (en) (Budapesti Japán Iskola)
- Italie
  - Scuola Giapponese di Milano - Milan
  - Scuola Giapponese di Roma (en) - Rome
- Pays-Bas
  - The Japanese School of Amsterdam (nl) (Japanse School van Amsterdam)
  - The Japanese School of Rotterdam (en) (De Japanse School van Rotterdam)
- Pologne
  - The Japanese School in Warsaw (pl) (Szkoła Japońska w Warszawie) - Varsovie
- Roumanie
  - Japanese School in Bucharest (ro) (Școala Japoneză din București) - Voluntari
- Royaume-Uni
  - The Japanese School in London (en) - Londres
- Russie
  - Japanese School in Moscow (en) (Японская школа)
- Suisse
  - Japanese School in Zurich (en) (Japanische Schule in Zürich) - Uster
- Tchéquie
  - Japanese School in Prague (cs) (Japonská škola v Praze)
- Turquie
  - Voir Moyen-Oriente

### Moyen-Orient
Établissements du Moyen-Orient:
- Arabie saoudite
  - Jeddah Japanese School - Djeddah
  - Riyadh Japanese School - Riyad
- Bahreïn
  - The Japanese School in Bahrain (en) - Sar, Gouvernorat septentrional
- Émirats arabes unis
  - Japanese School in Abu Dhabi (en) - Abou Dabi
  - Dubai Japanese School (en)
- Égypte
  - Voir Afrique
- Iran
  - Tehran Japanese School (en) - Téhéran
- Qatar
  - Japan School of Doha (en)
- Turquie
  - Istanbul Japanese School (en)

### Océanie
Établissements de l'Océanie:
- Australie
  - The Japanese School of Melbourne (en)
  - The Japanese School in Perth (en)
  - Sydney Japanese International School (en)
- Guam (États-Unis)
  - Voir Amérique du Nord

## Établissements fermées
Établissements fermées:
Afrique:
- Algérie
  - École japonaise d'Alger[16] (アルジェ日本人学校)
- Nigeria
  - Lagos Japanese School (ラゴス日本人学校)

Asie (sauf Moyen-Orient):
- Inde
  - Calcutta Japanese School (カルカタ日本人学校)
- Indonésie
  - Medan Japanese School (メダン日本人学校)

Moyen-Orient (sauf Afrique):
- Iraq
  - Baghdad Japanese School (バグダッド日本人学校) - Bagdad
- Koweït
  - Kuwait Japanese School (クウエイト日本人学校) - Koweït
- Liban
  - Beirut Japanese School (ベイルート日本人学校) - Beyrouth
- Turquie
  - Ankara Japanese School (アンカラ日本人学校), under the name Japanese Embassy Study Group - Ouvert 1er avril 1979 (Showa 54)[17].

Europe:
- Espagne
  - Colegio Japonés de Las Palmas (es) (ラス・パルマス日本人学校) - Las Palmas[18]
- Grèce
  - Japanese Community School of Athens (en) (アテネ日本人学校, grec moderne : Ιαπωνική Σχολή Αθηνών)[19] - Athènes - Fermé en mars 2007[20]
- Ancien Yougoslavie
  - Belgrade Japanese School (ベオグラード日本人学校)

Amérique du Sud:
- Brésil
  - Belém Japanese School (ベレーン日本人学校)
  - Escola Japonesa de Belo Horizonte (ベロ・オリゾンテ日本人学校)[21], a.k.a. Instituto Cultural Mokuyoo-Kai Sociedade Civil - Santa Amélia, Paumplha, Belo Horizonte[22]
  - Vitória Japanese School (ヴィトリア日本人学校)
- Équateur
  - Colegio Japonés de Quito (キト日本人学校) - Fermé en 2003[23]